# خط میخی هخامنشی
دبیرهٔ میخی هخامنشی دبیره‌ای میخی است که آن دسته از سنگ‌نبشته‌های هخامنشی را که به فارسی باستان است به آن نوشته‌اند. کتیبه‌های مذکور در تخت جمشید، دشت مرغاب، بیستون، الوند، شوش، و آسیای کوچک، گرله، جزیره خارک و کانال سوئز به فرمان شاهان هخامنشی، به ویژه داریوش یکم و خشایارشا کنده شده‌اند.

## اختراع و پیشینه
برخی این دبیره را نخستین دبیره‌ای می‌دانند که با توجه به دیگر دبیره‌ها اختراع شده‌است و می‌گویند که نتیجهٔ دگرش دبیره‌های دیگر نبوده‌است. دبیره میخی هخامنشی به احتمال بسیار به دستور داریوش بزرگ پدیدآورده شده‌است. سبب عدم قطعیت این است که کتیبه‌هایی از شاهان بومی (فارسی) هخامنشی (نیاکان داریوش) همچون آریارمنه و نیز کتیبه‌ای کوتاه منتسب به کوروش بزرگ یافت شده‌اند. اما صاحب‌نظران باور دارند که این کتیبه‌ها (و لوح‌ها) همه پس از شاهنشاهی داریوش بزرگ نوشته شده‌اند.
با این همه برخی از دانشمندان این دبیره را گونه‌ای وام‌گیری از دبیره‌های همسایگان ایرانی می‌دانند؛ با این استدلال که ظاهراً مانند دیگر دبیره‌های میخی، از نشانه‌های میخ‌مانندِ عمودی، افقی و زاویه‌دار ساخته شده‌است. باید توجه داشت که تنها یک حرف این دبیره با دیگر دبیره‌های میخی یکسان است، که احتمالی بودن چنین همسانی نیز شگفت نیست. اما با نگاهی دقیق‌تر به ساختار بیرونی و درونی این دبیره آشکار می‌شود که ویژگی‌های ابتکاری آن بیشتر از ویژگی‌های اقتباسی است. دو ویژگی برجسته و نظرگیر آن شمار اندک نشانه‌ها و سادگی آن‌هاست. این دو ویژگی، دبیره میخی فارسی باستان را از دیگر دبیره‌های میخی که معمولاً بیش از صد یا چندصد نشانه دارند و بیشتر نشانه‌ها معرّف هجاها و واجهای آن زبان‌ها هستند ویژه می‌کند. خانم دکتر بدرالزمان قریب، پژوهشگر، استدلال‌هایی مبنی بر اینکه این دبیره نوآوری ایرانیان بوده و از همسایگان گرفته نشده‌است، آورده‌است.

## ساختار و ویژگی‌ها

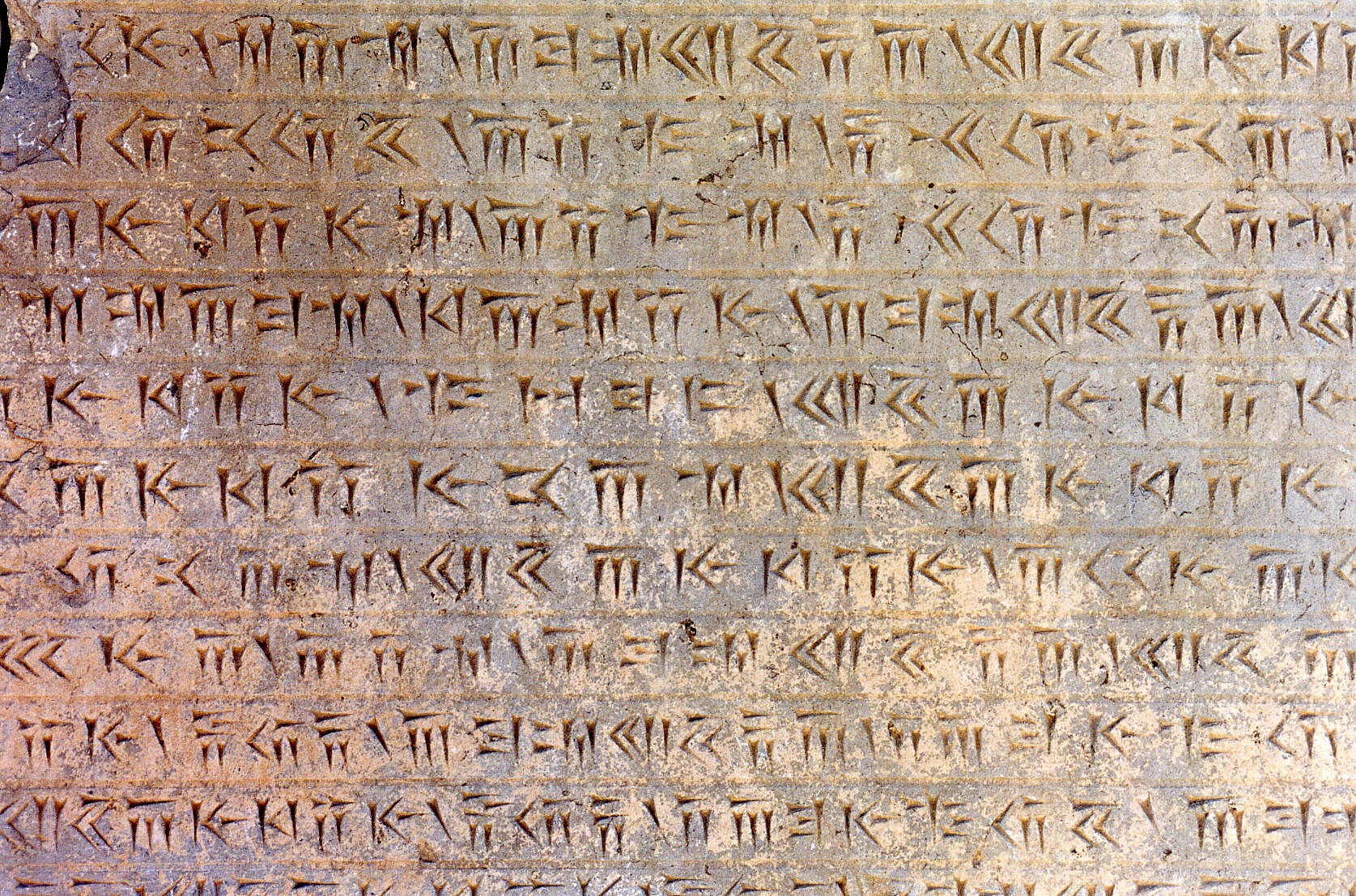
بخشی از سنگ‌نبشته‌ای در تخت‌جمشید به دبیرهٔ میخی هخامنشی

دبیره فارسی باستان که از چپ به راست نوشته‌می‌شده، ۳۶ نویسهٔ ملفوظ، ۷ یا ۸ ایده‌نگار، تعدادی نویسهٔ عددی، و یک جداکنندهٔ کلمات دارد. از ۳۶ نویسهٔ ملفوظ، سه نویسه واکه، سیزده نویسه همخوان مستقل، و بیست نویسه همخوان‌هایی هستند که شکل آنها بسته به واکه‌ای که پس از آنها می‌آید تغییر می‌کند. اندیشه‌نگارهای این دبیره برای مفاهیم شاه ()، کشور ( و )، خدا  زمین ()، و اهورامزدا ; و ؛ برای حالت عادی و؛ برای حالت اضافی به کار می‌روند. به نظر می‌رسد که این اندیشه نگارها در دوران داریوش یکم استفاده نمی‌شده‌اند، بلکه تنها در کتیبه‌های خشایارشا و جانشینانش وجود دارند. اعداد با استفاده از پنج شکل اصلی برای یک، دو، ده، بیست، و صد تشکیل می‌شوند. به دلیل شباهت حروف این دبیره به میخ، به این دبیره و چند دبیره دیگر که به این دبیره شباهت ظاهری دارند دبیره میخی گفته می‌شود. این دبیره از ساده‌ترین دبیره‌های میخی است. تنها دبیره میخی اوگاریتی است که از آن ساده‌تر است و صد در صد الفبایی است.

### ایدئوگرامها
به نظر می‌رسد اختراع ایدئوگرامها زمانی چند پس از اختراع سایر نویسه‌ها بوده‌است؛ زیرا در کتیبهٔ بیستون که از نخستین کتیبه‌هاست، علی‌رغم کمبود جا، از ایدئوگرامها، که بسیار هم به کار می‌آمدند، استفاده نشده‌است.

### کاربرد در رایانه
این دبیره همکنون در استاندارد یونی‌کد (۴٫۱) پذیرفته شده و بازه‌ای به آن اختصاص داده شده‌است.
|      |   | k- | x- | g- | c- | ç- | j- | t- | θ- | d- | p- | f- | b- | n- | m- | y- | v- | r- | l- | s- | z- | š- | h- |   |   |   |   |   |
| -(a) | 𐎠 | 𐎣  | 𐎧  | 𐎥  | 𐎨  | 𐏂  | 𐎩  | 𐎫  | 𐎰  | 𐎭  | 𐎱  | 𐎳  | 𐎲  | 𐎴  | 𐎶  | 𐎹  | 𐎺  | 𐎼  | 𐎾  | 𐎿  | 𐏀  | 𐏁  | 𐏃  | 𐎡 | 𐎪 | 𐎮 | 𐎷 | 𐎻 |
| -u   | 𐎢 | 𐎤  | 𐎧  | 𐎦  | 𐎨  | 𐏂  | —  | 𐎫  | 𐎰  | 𐎬  | 𐎱  | 𐎳  | 𐎲  | 𐎴  | 𐎯  | 𐎹  | 𐎵  | 𐎼  | 𐎾  | 𐎿  | 𐏀  | 𐏁  | 𐏃  | 𐎸 | — | 𐎽 |   |   |

امروزه می‌توان گفت که همه بندواژه‌ها (حروف) خط میخی کشف شده‌است و برای استفاده از تبدیل آنلاین خط میخی می‌توانید از تبدیل آنلاین اسم به خط میخی استفاده نمایید هر چند که برای یادگیری اعداد خط میخی نیز می‌توانید از آموزش اعداد خط میخی استفاده نمایید.
| ۱ | ۲ | ۱۰ | ۲۰ | ۱۰۰ |
| 𐏑 | 𐏒 | 𐏓  | 𐏔  | 𐏕   |

## رمزگشایی و اهمیت آن در خاورشناسی

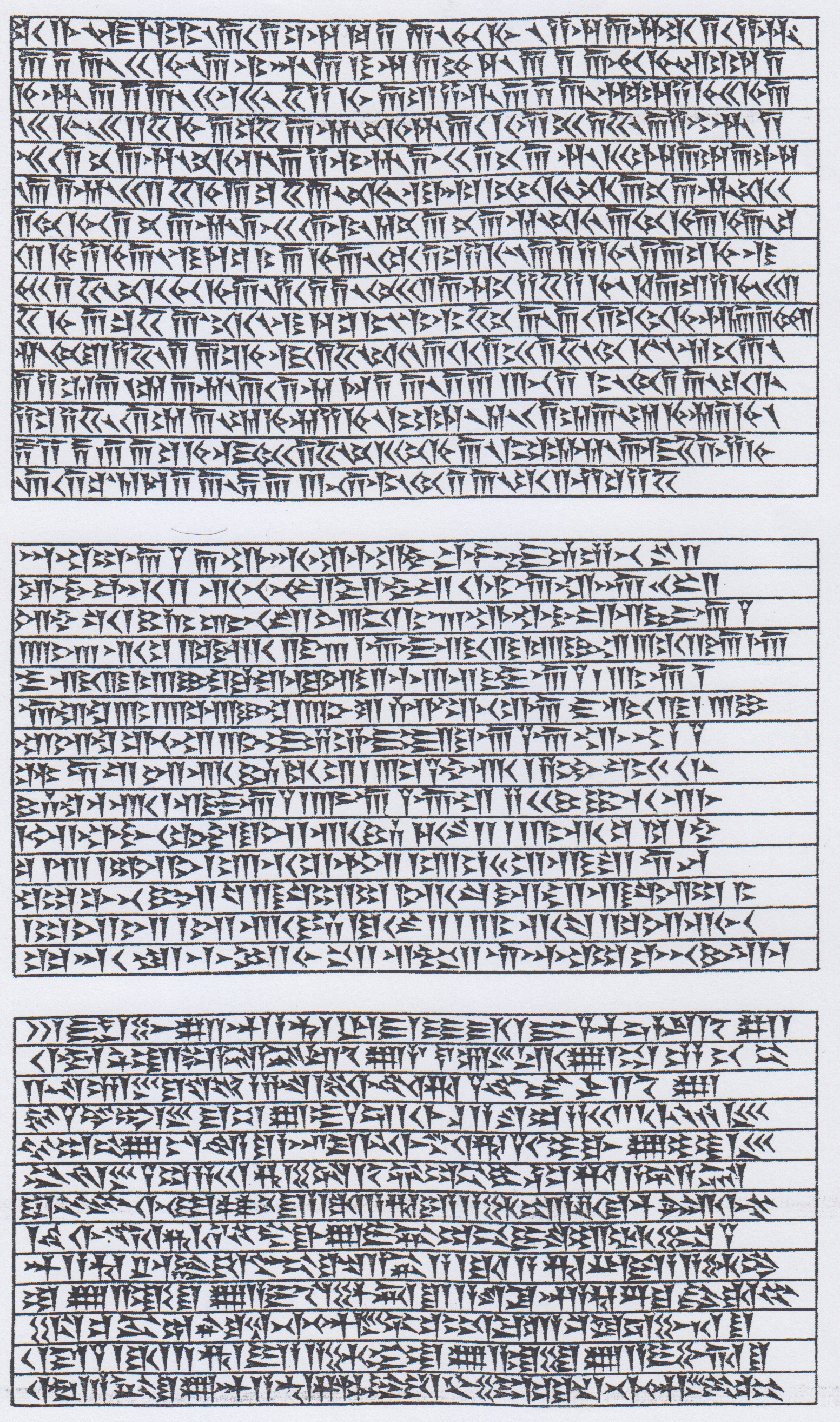
کتیبه میخی در کتاب کورنلیس دبروئین (آمستردام ۱۷۱۱)

دبیره میخی هخامنشی به خاطر سادگی اولین نوع دبیره میخی بود که رمزگشایی شد. به‌طور خلاصه روند خوانش مجدد به صورت زیر بود.
از میان شاهان هخامنشی تنها کسی که پدرش شاه نبود داریوش بزرگ بود؛ بنابراین ابتدا کلمهٔ شاه از روی تکرار به فواصل نسبتاً برابر (فلان شاه فرزند بهمان شاه فرزند…) حدس زده شد. از روی این دوقرینه نام داریوش خوانده شد و به کمک منابع یونانی و اسم شاهان هخامنشی سایر نویسه‌ها نیز خوانده شدند. گئورگ گروتفند آلمانی و هنری راولینسون بریتانیایی نقشی کلیدی در این فرایند داشتند. پژوهشگران و زبانشناسان با خواندن کتیبه‌های میخی ملاحظه‌کردند که با زبانی که شباهت بسیاری با سانسکریت (زبان باستانی هند) دارد مواجه‌اند. سانسکریت زبانی کاملاً شناخته‌شده در آن زمان بود. به این ترتیب کتیبه‌های هخامنشی خوانده شدند.
در سال ۱۶۲۱م. سیاح ایتالیایی به نام پیترو دلاواله از کتیبه‌های تخت‌جمشید چند علامت میخی نقاشی کرد و با خود به اروپا برد و به حدس خود گفت که این دبیره باید از چپ به راست خوانده شود. ژان شاردن جهانگرد فرانسوی در سال ۱۶۷۴م. یکی از کتیبه‌های ایرانی را در سیاحت‌نامه خود ترسیم کرد و کنت کای لوس در ۱۷۶۲ م. تصویر گلدانی از مرمر را که بر روی خود کتیبه‌هایی از سه دبیره میخی و یک دبیره مصری داشت انتشار داد و زمینه را برای تحقیق باز کرد. در سال ۱۷۶۵م. کارس تنس نی‌بور دانمارکی کتیبه‌هایی از پاسارگاد کپی برداشت و معلوم کرد که دبیره‌های این کتیبه‌ها از سه نوع است و ساده‌ترین آنها مرکب از چهل و دو علامت می‌باشد. دانشمند دانمارکی دیگری به نام مون‌تر نوع دوم دبیره میخی را در سال ۱۸۰۲م. دبیره سیلابی یا هجایی اعلام کرد و گفت هر علامت آن نمایندهٔ یک هجاست و دبیره سوم نیز ایدئوگرامی است یعنی هر علامت نمایندهٔ یک مفهوم یا کلمه‌است. بعدها دانشمند مزبور گفت در جاهایی که کتیبه به سه نوع دبیره نوشته شده هر سه از حیث مضمون راجع به یک مطلب‌اند و هرکدام از دبیره‌ها متعلق به یک زبان است. به عقیدهٔ او دبیره اول باید متعلق به زبانی باشد که متن در ابتدا به آن زبان نوشته شده و بعد آن را به دو زبان دیگر ترجمه کرده‌اند و چون زبان اهالی پارس، که تخت‌جمشید در آن واقع است، زبان فارسی بوده پس جای اول را باید به زبان فارسی داد. پس از آن او بخواندن دبیره اول که ساده‌تر بود پرداخت. او با این مجاهدت‌ها توانست دو حرف را که عبارت از «آ» و «ب» باشند معلوم کند و نیز متوجه شد که چند علامت دبیره میخی در ایران باستان همیشه با هم و به یک ترتیب تکرار می‌شوند ولی گاه آخر این چند علامت تغییر می‌کند. در ادامهٔ تلاش‌های مون تر، محقق دیگری به نام گروتفند به این نتیجه رسید که این چند علامت که به یک ترتیب و با هم تکرار می‌شوند باید کلمه شاه باشد و کلمه‌ای که قبل از آن آمده و در دو کتیبه مختلف است اسم شاه. بالا خره بعد از مجاهدت و تلاش‌های فراوان محققین هنری راولینسون موفق شد راز سنگ‌نوشته بیستون، داریوش بزرگ را که با سه زبان نوشته شده بود (زبان فارسی باستان، زبان ایلامی، زبان آشوری) فاش کند؛ و این باعث شد تا الفبای زبان فارسی باستان معلوم شود و چهارصد واژه از این زبان بدست آمد. علامات دبیره میخی دوم نیز به کوشش راولینسون در سال ۱۸۵۵ م. کاملاً معلوم شد و محقق شد که زبان آن زبان ایلامی یا زبان شوش جدید است. بعد از این به خواندن دبیره سوم پرداختند در اینجا کار با اشکالات بسیار همراه بود زیرا این دبیره کمتر از دو دبیره دیگر جا گرفته بود. «مون تر» در ۱۸۰۲ م. گفت که بعضی علامات دبیره سوم شبیه علاماتی است که بر آجرهای بابل نوشته شده و از خرابه‌های این شهر قدیم بدست آمده‌است. بر اثر اکتشافات الیاردا و ابت تاا در نینوا ثابت گردید که دبیره سوم کتیبه‌های هخامنشی همان دبیره آشوری وبابلی است و دیگر شکی نماند که شاهان هخامنشی بعد از زبان فارسی قدیم و زبان ایلامی به دبیره و زبان آسور و بابل، که زبان و دبیره نخستین مردم متمدن آسیای پیشین بود توجه داشته و آن را بکار می‌برده‌اند. بر اثر کوشش صدوپنجاه‌سالهٔ این پژوهندگان ما امروزه از هر جهت به زبان و دبیره رایج زمان هخامنشیان آگاهیم.
نکتهٔ جالب توجه این است که همان‌طور که گفته شد سنگ‌نوشته بیستون و اکثر کتیبه‌های تخت جمشید (پارسه) به سه زبان ایلامی، بابلی (اکدی) و فارسی باستان نوشته شده‌اند. از این رو پس از رمزگشایی دبیره میخی هخامنشی، دبیره بابلی و پس از آن دبیره ایلامی (به‌طور ناقص) رمزگشایی شدند. باید توجه داشت که حجم لوح‌های گلی و کتیبه‌ها به این دو زبان چند هزار برابر کتیبه‌های فارسی باستانی‌است. به علاوه این دو دبیره حتی در زمان هخامنشیان سابقه‌ای چندهزار ساله داشتند، پس باید گفت دانش‌های نوین آشورشناسی و سومرشناسی و عیلام‌شناسی همه مدیون دبیره میخی هخامنشی‌اند.
روندی که در بالا به آن اشاره شد تا حدی گویای طنزی تاریخی است. چون زبان و دبیره میخی هخامنشی در میان مردمان و تیره‌های گوناگون شناخته شده نبود، پادشاهان هخامنشی از دو زبان و دبیره دیگر نامبرده در بالا نیز استفاده می‌کردند تا عده بیشتری از مردمان امپراتوری قادر به خواندن آنها باشند. اما همین دبیره گمنام باعث رمزگشایی دو دبیره معروف آن زمان شد.

## معرفی برخی حروف

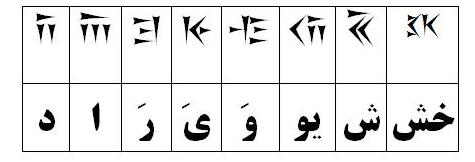
داریوش شاه - به زبان و خط فارسی باستان. حرف دوم حرف

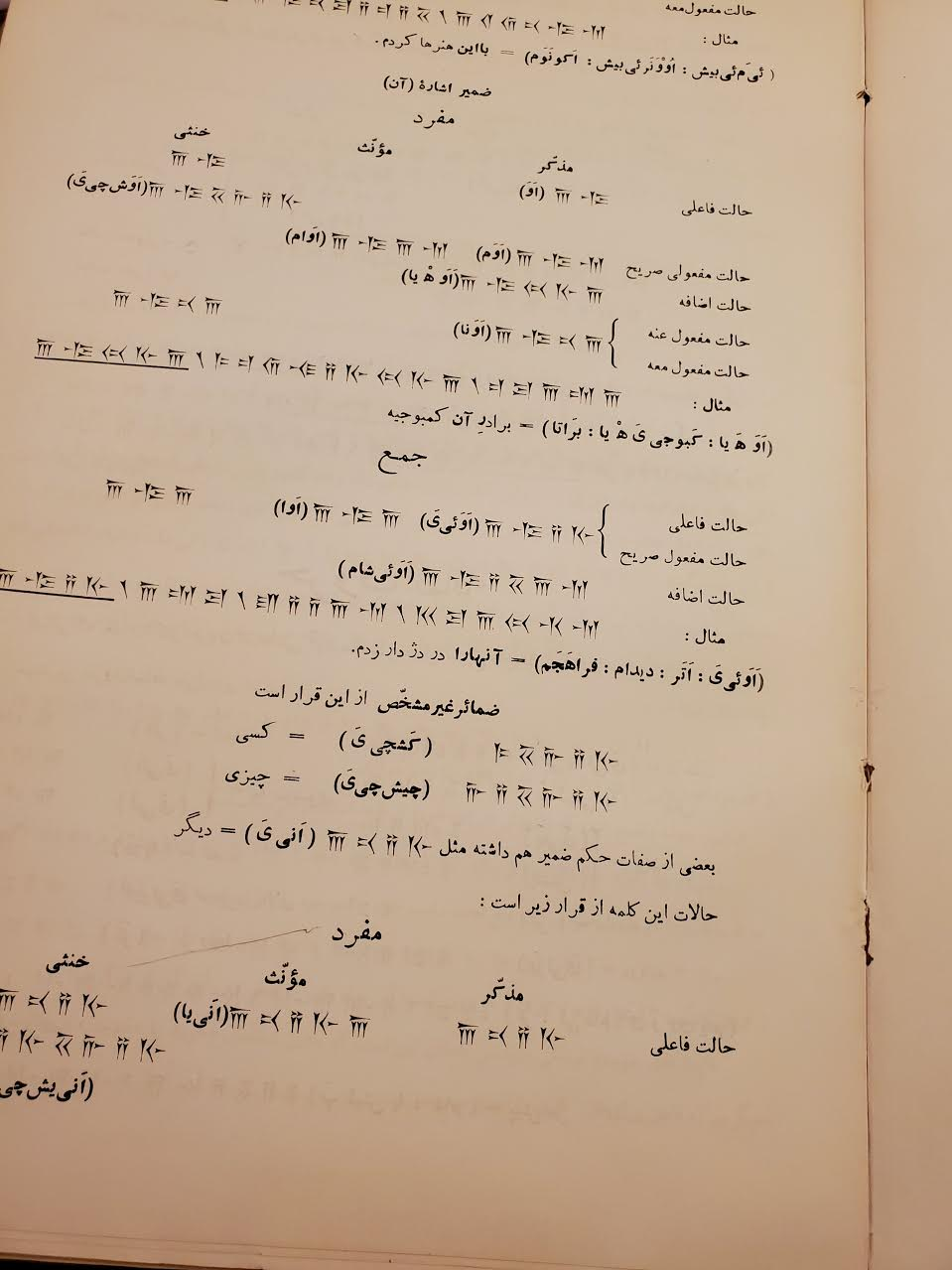
کتاب آموزشی یادگیری پارسی باستان

| |  |  |
| (→) نگاره سمت راست (سنگ‌نبشته درگاه کاخ تچر): حرف با تلفظ ، خط بالا از سمت چپ حرف دوم (←) نگاره سمت چپ: حرف |  |  |

 نخستین حرف خط میخی فارسی باستان است. صدا و تلفظ آن آ یا اَ است.